# Rio Gladie
O Rio Gladie é um rio da Romênia, afluente do Lişava, localizado no distrito de Caraş-Severin.